# Port lotniczy Czandigarh

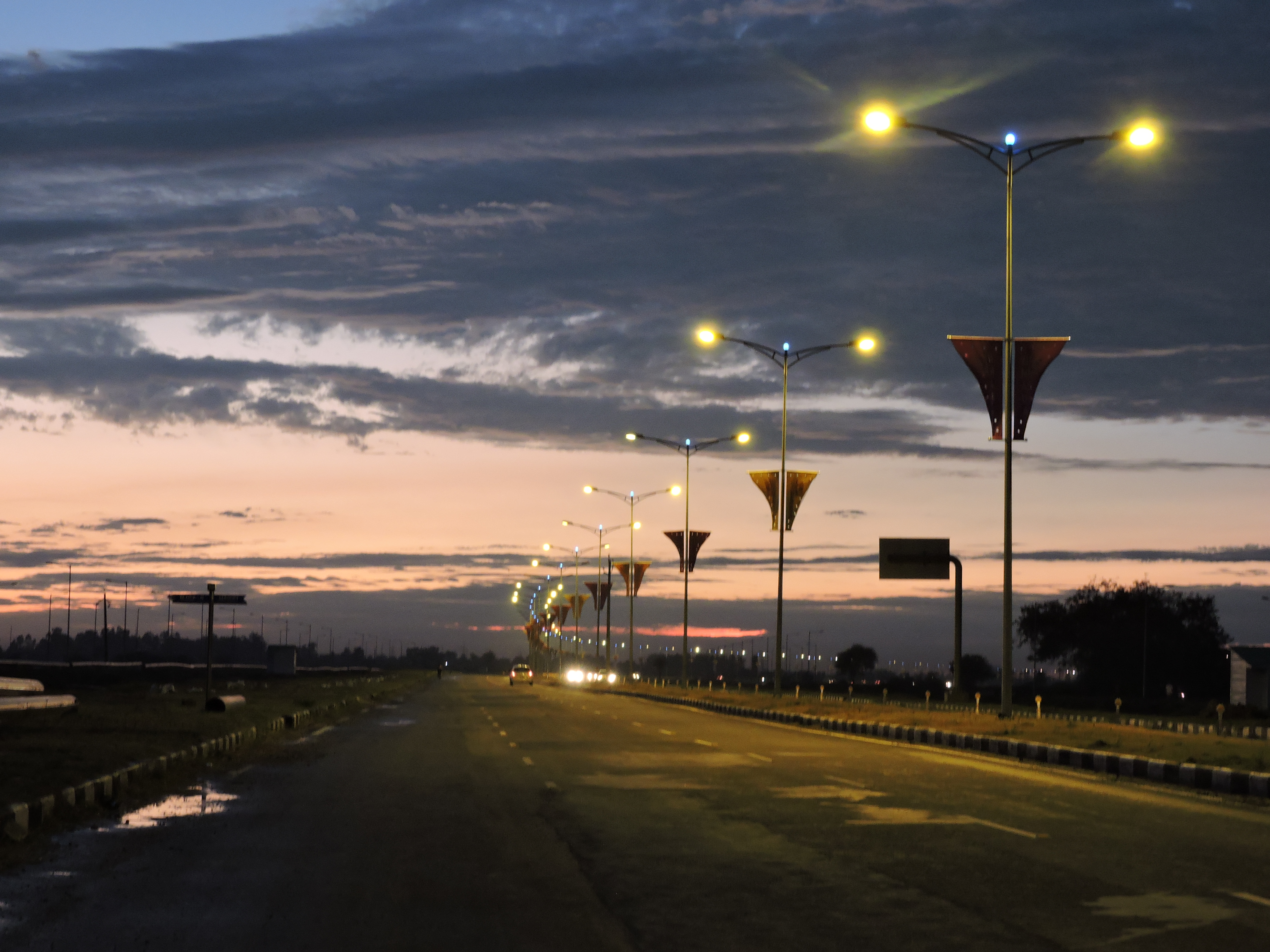
Chandigarh International Airport road, Mohali, Punjab, India

Port lotniczy Czandigarh (IATA: IXC, ICAO: VICG) – port lotniczy położony 9 km od centrum Czandigarh, w Indiach.